# Fallen Angel
Fallen Angel — музичний альбом гурту Uriah Heep, виданий в 1978 році. Він прикметний тим, що є останнім релізом за участі вокаліста Джона Лоутона. Про вміст альбому можна зазначити, що крім невдалої спроби загравання з диско-звучанням у пісні Whad'ya Say, це є класику Uriah Heep, серед якої щільна і мажорна Put Your Lovin' On Me, заїжджена до приторності Love Or Nothing і незаслужено забута динамічна I'm Alive.

## Список композицій
| #   | Назва                            | Автор                  | Тривалість |
| --- | -------------------------------- | ---------------------- | ---------- |
| 1.  | «Woman of the Night»             | Бокс, Лоутон, Керслейк | 4:07       |
| 2.  | «Falling in Love»                | Генслі                 | 2:59       |
| 3.  | «One More Night (Last Farewell)» | Генслі                 | 3:35       |
| 4.  | «Put Your Lovin' on Me»          | Лоутон                 | 4:08       |
| 5.  | «Come Back to Me»                | Керслейк, Генслі       | 4:22       |
| 6.  | «Whad'ya Say»                    | Генслі                 | 3:41       |
| 7.  | «Save It»                        | Болдер, Піт Макдональд | 3:33       |
| 8.  | «Love or Nothing»                | Генслі                 | 3:02       |
| 9.  | «I'm Alive»                      | Лоутон                 | 4:18       |
| 10. | «Fallen Angel»                   | Генслі                 | 4:51       |